# Dirka po Italiji 1955
Dirka po Italiji 1955 (italijansko Giro d'Italia 1955) je 38. izvedba dirke po Italiji, tritedenske moške cestne kolesarske etapne dirke. Začela se je 14. maja v Milanu in končala 5. junija v Milanu. Sodelovalo je 98 kolesarjev iz 14-ih ekip. Rožnato majico je tretjič osvojil Fiorenzo Magni (Nivea–Fuchs), drugo mesto Fausto Coppi (Bianchi–Pirelli), tretje pa Gastone Nencini (Leo–Chlorodont), ki je osvojil tudi zeleno majico.

## Ekipe
- Arbos
- Atala
- Bianchi–Pirelli
- Doniselli
- Faema–Guerra
- Francia
- Fréjus
- Girardengo
- Ignis
- Legnano
- Leo–Chlorodont
- Nivea–Fuchs
- Torpado–Ursus
- Welter

## Etape
| Etapa | Datum    | Štart/Cilj                    | Razdalja    | Tip         | Tip                  | Zmagovalec                |             |
| ----- | -------- | ----------------------------- | ----------- | ----------- | -------------------- | ------------------------- | ----------- |
| 1     | 14. maj  | Milano – Torino               | 163 km      |             | ravninska etapa      | Guido Messina (ITA)       |             |
| 2     | 15. maj  | Torino – Cannes (Francija)    | 243 km      |             | gorska etapa         | Fiorenzo Magni (ITA)      |             |
| 3     | 16. maj  | Cannes (Francija) – Sanremo   | 123 km      |             | gorska etapa         | Nino Defilippis (ITA)     |             |
| 4     | 17. maj  | Sanremo – Acqui Terme         | 192 km      |             | gorska etapa         | Alessandro Fantini (ITA)  |             |
| 5     | 18. maj  | Acqui Terme – Genova          | 170 km      |             | gorska etapa         | Giancarlo Astrua (ITA)    |             |
| 6     | 19. maj  | Genova – Lido d'Albaro        | 18 km       |             | ekipni kronometer    | Torpado–Ursus             |             |
| 7     | 20. maj  | Genova – Viareggio            | 164 km      |             | gorska etapa         | Giovanni Corrieri (ITA)   |             |
|       | 21. maj  | dan počitka                   | dan počitka | dan počitka | dan počitka          | dan počitka               | dan počitka |
| 8     | 22. maj  | Viareggio – Perugia           | 260 km      |             | gorska etapa         | Rino Benedetti (ITA)      |             |
| 9     | 23. maj  | Perugia – Rim                 | 174 km      |             | gorska etapa         | Gastone Nencini (ITA)     |             |
| 10    | 24. maj  | Frascati – Frascati           | 207 km      |             | gorska etapa         | Bernardo Ruiz (ESP)       |             |
| 11    | 25. maj  | Rim – Neapelj                 | 242 km      |             | ravninska etapa      | Vincenzo Zucconelli (ITA) |             |
| 12    | 26. maj  | Neapelj – Scanno              | 216 km      |             | gorska etapa         | Gastone Nencini (ITA)     |             |
| 13    | 27. maj  | Scanno – Ancona               | 251 km      |             | gorska etapa         | Giorgio Albani (ITA)      |             |
| 14    | 28. maj  | Ancona – Pineta di Cervia     | 173 km      |             | gorska etapa         | Giuseppe Minardi (ITA)    |             |
| 15    | 29. maj  | Pineta di Cervia – Ravenna    | 50 km       |             | posamični kronometer | Pasquale Fornara (ITA)    |             |
| 16    | 30. maj  | Ravenna – Lido di Jesolo      | 245 km      |             | ravninska etapa      | Rino Benedetti (ITA)      |             |
| 17    | 31. maj  | Lido di Jesolo – Trst         | 150 km      |             | gorska etapa         | Alessandro Fantini (ITA)  |             |
|       | 1. junij | dan počitka                   | dan počitka | dan počitka | dan počitka          | dan počitka               | dan počitka |
| 18    | 2. junij | Trst – Cortina d'Ampezzo      | 236 km      |             | gorska etapa         | Angelo Conterno (ITA)     |             |
| 19    | 3. junij | Cortina d'Ampezzo – Trento    | 227 km      |             | gorska etapa         | Jean Dotto (FRA)          |             |
| 20    | 4. junij | Trento – San Pellegrino Terme | 216 km      |             | gorska etapa         | Fausto Coppi (ITA)        |             |
| 21    | 5. junij | San Pellegrino Terme – Milano | 141 km      |             | ravninska etapa      | Hugo Koblet (SUI)         |             |
|       | Skupaj   | Skupaj                        | 3871 km     | 3871 km     | 3871 km              | 3871 km                   | 3871 km     |

## Razvrstitev po klasifikacijah
| Etapa  | Zmagovalec          | Rožnata majica ·  | Zelena majica ·                                  | Italijanske ekipe | Tuje ekipe   |
| ------ | ------------------- | ----------------- | ------------------------------------------------ | ----------------- | ------------ |
| 1      | Guido Messina       | Guido Messina     | brez                                             | ?                 | ?            |
| 2      | Fiorenzo Magni      | Fiorenzo Magni    | Bruno Monti                                      | Leo–Chlorodont    | ?            |
| 3      | Nino Defilippis     | Fiorenzo Magni    | Bruno Monti                                      | Leo–Chlorodont    | Doniselli    |
| 4      | Alessandro Fantini  | Fiorenzo Magni    | Bruno Monti                                      | Leo–Chlorodont    | Doniselli    |
| 5      | Giancarlo Astrua    | Fiorenzo Magni    | Bruno Monti                                      | Leo–Chlorodont    | Doniselli    |
| 6      | Torpado–Ursus       | Fiorenzo Magni    | Bruno Monti                                      | Nivea–Fuchs       | Faema–Guerra |
| 7      | Giovanni Corrieri   | Fiorenzo Magni    | Bruno Monti                                      | Nivea–Fuchs       | Faema–Guerra |
| 8      | Rino Benedetti      | Fiorenzo Magni    | Bruno Monti                                      | ?                 | Faema–Guerra |
| 9      | Gastone Nencini     | Fiorenzo Magni    | Bruno Monti                                      | Atala             | Faema–Guerra |
| 10     | Bernardo Ruiz       | Bruno Monti       | Bruno Monti                                      | Atala             | Faema–Guerra |
| 11     | Vincenzo Zucconelli | Bruno Monti       | Bruno Monti                                      | Atala             | Francia      |
| 12     | Gastone Nencini     | Raphaël Géminiani | Bruno Monti in Gastone Nencini                   | Atala             | Francia      |
| 13     | Giorgio Albani      | Raphaël Géminiani | Bruno Monti in Gastone Nencini                   | Atala             | Francia      |
| 14     | Giuseppe Minardi    | Raphaël Géminiani | Giuseppe Minardi, Bruno Monti in Gastone Nencini | Atala             | Francia      |
| 15     | Pasquale Fornara    | Gastone Nencini   | Giuseppe Minardi, Bruno Monti in Gastone Nencini | Atala             | Francia      |
| 16     | Rino Benedetti      | Gastone Nencini   | Giuseppe Minardi, Bruno Monti in Gastone Nencini | Atala             | Francia      |
| 17     | Alessandro Fantini  | Gastone Nencini   | Giuseppe Minardi, Bruno Monti in Gastone Nencini | Atala             | Francia      |
| 18     | Angelo Conterno     | Gastone Nencini   | Bruno Monti                                      | Atala             | Francia      |
| 19     | Jean Dotto          | Gastone Nencini   | Gastone Nencini                                  | Atala             | Francia      |
| 20     | Fausto Coppi        | Fiorenzo Magni    | Gastone Nencini                                  | Atala             | Francia      |
| 21     | Hugo Koblet         | Fiorenzo Magni    | Gastone Nencini                                  | Atala             | Francia      |
| Skupaj | Skupaj              | Fiorenzo Magni    | Gastone Nencini                                  | Atala             | Francia      |

## Končna razvrstitev
| Legenda | Legenda                                  | Legenda | Legenda                                    |
| ------- | ---------------------------------------- | ------- | ------------------------------------------ |
|         | Predstavlja vodilnega v skupnem seštevku |         | Predstavlja vodilnega v gorski razvrstitvi |

### Rožnata majica
| Poz. | Kolesar                 | Ekipa           | Čas          |
| ---- | ----------------------- | --------------- | ------------ |
| 1    | Fiorenzo Magni (ITA)    | Nivea–Fuchs     | 108h 56' 12" |
| 2    | Fausto Coppi (ITA)      | Bianchi–Pirelli | + 13"        |
| 3    | Gastone Nencini (ITA)   | Leo–Chlorodont  | + 4' 08"     |
| 4    | Raphaël Géminiani (FRA) | Francia         | + 4' 51"     |
| 5    | Agostino Coletto (ITA)  | Fréjus          | + 7' 19"     |
| 6    | Aldo Moser (ITA)        | Torpado–Ursus   | + 8' 01"     |
| 7    | Pasquale Fornara (ITA)  | Leo–Chlorodont  | + 9' 16"     |
| 8    | Salvador Botella (ESP)  | Ignis           | + 14' 10"    |
| 9    | Wout Wagtmans (NED)     | Doniselli       | + 16' 03"    |
| 10   | Hugo Koblet (SUI)       | Faema–Guerra    | + 20' 16"    |

### Tuji kolesarji
| Poz. | Kolesar                 | Ekipa        | Čas          |
| ---- | ----------------------- | ------------ | ------------ |
| 1    | Raphaël Géminiani (FRA) | Francia      | 109h 01' 03" |
| 2    | Salvador Botella (ESP)  | Ignis        | + 9' 19"     |
| 3    | Wout Wagtmans (NED)     | Doniselli    | + 11' 12"    |
| 4    | Hugo Koblet (SUI)       | Faema–Guerra | + 15' 25"    |
| 5    | Hein Van Breenen (NED)  | Doniselli    | + 19' 49"    |
| 6    | Nello Lauredi (FRA)     | Olympia      | + 32' 10"    |
| 7    | Jean Dotto (FRA)        | Francia      | + 35' 03"    |
| 8    | Carlo Clerici (SUI)     | Faema–Guerra | + 50' 44"    |
| 9    | Bernardo Ruiz (ESP)     | Ignis        | + 56' 28"    |
| 10   | Gerrit Voorting (NED)   | Doniselli    | + 58' 49"    |

### Zelena majica
| Poz. | Kolesar                 | Ekipa          | Točke |
| ---- | ----------------------- | -------------- | ----- |
| 1    | Gastone Nencini (ITA)   | Leo–Chlorodont | 7     |
| 2    | José Serra (ESP)        | Ignis          | 6     |
| 3    | Bruno Monti (ITA)       | Atala          | 4     |
| 4    | Antonio Gelabert (ESP)  | Ignis          | 4     |
| 5    | Giuseppe Minardi (ITA)  | Legnano        | 3     |
| 5    | Jean Dotto (FRA)        | Francia        | 3     |
| 7    | Wout Wagtmans (NED)     | Doniselli      | 1     |
| 7    | Raphaël Géminiani (FRA) | Francia        | 1     |
| 7    | Pierino Baffi (ITA)     | Nivea–Fuchs    | 1     |
| 7    | Giancarlo Astrua (ITA)  | Atala          | 1     |
| 7    | Salvador Botella (ESP)  | Ignis          | 1     |

### Vmesni šprinti
| Poz. | Kolesar                 | Ekipa           | Točke |
| ---- | ----------------------- | --------------- | ----- |
| 1    | Nino Defilippis (ITA)   | Torpado–Ursus   | 42    |
| 2    | Giorgio Albani (ITA)    | Legnano         | 39    |
| 3    | Rino Benedetti (ITA)    | Leo–Chlorodont  | 38    |
| 4    | Fiorenzo Magni (ITA)    | Nivea–Fuchs     | 16    |
| 5    | Fausto Coppi (ITA)      | Bianchi–Pirelli | 13    |
| 6    | Giuseppe Favero (ITA)   | Bianchi–Pirelli | 13    |
| 7    | Louis Caput (FRA)       | Francia         | 12    |
| 8    | Donato Piazza (ITA)     | Nivea–Fuchs     | 11    |
| 9    | Gastone Nencini (ITA)   | Leo–Chlorodont  | 10    |
| 9    | Giovanni Corrieri (ITA) | Arbos           | 10    |
| 9    | Angelo Conterno (ITA)   | Torpado–Ursus   | 10    |

### Italijanske ekipe
| Poz. | Ekipa           | Točke |
| ---- | --------------- | ----- |
| 1    | Atala           | 840   |
| 2    | Leo–Chlorodont  | 918   |
| 3    | Nivea–Fuchs     | 1117  |
| 4    | Bianchi–Pirelli | 1203  |
| 5    | Torpado–Ursus   | 1222  |
| 6    | Legnano         | 1237  |
| 7    | Fréjus          | 1437  |
| 8    | Arbos           | 1461  |
| 9    | Welter          | 1667  |

### Tuje ekipe
| Poz. | Ekipa        | Točke |
| ---- | ------------ | ----- |
| 1    | Francia      | 1050  |
| 2    | Faema–Guerra | 1190  |
| 3    | Doniselli    | 1334  |
| 4    | Ignis        | 1347  |
| 5    | Girardengo   | 2086  |